# Municipio de Alix
El municipio de Alix (en inglés: Alix Township) es un municipio ubicado en el condado de Franklin en el estado estadounidense de Arkansas. En el año 2010 tenía una población de 470 habitantes y una densidad poblacional de 11,95 personas por km².

## Geografía
El municipio de Alix se encuentra ubicado en las coordenadas 35°25′30″N 93°43′36″O / 35.42500, -93.72667. Según la Oficina del Censo de los Estados Unidos, el municipio tiene una superficie total de 39.33 km², de la cual 37,24 km² corresponden a tierra firme y (5,31 %) 2,09 km² es agua.

## Demografía
Según el censo de 2010, había 470 personas residiendo en el municipio de Alix. La densidad de población era de 11,95 hab./km². De los 470 habitantes, el municipio de Alix estaba compuesto por el 93,83 % blancos, el 1,91 % eran amerindios, el 0,21 % eran asiáticos, el 0,85 % eran de otras razas y el 3,19 % eran de una mezcla de razas. Del total de la población el 2,55 % eran hispanos o latinos de cualquier raza.